# Seine Frau, die Unbekannte
Seine Frau, die Unbekannte è un film del 1923 scritto e diretto da Benjamin Christensen che ha come interpreti Willy Fritsch e Lil Dagover.

## Trama
Ferito in guerra, il pittore Wilbur Crawford è rimasto cieco. Un'operazione gli restituisce la vista, ma l'uomo non riconosce la moglie, l'infermiera che lo curava e che lui aveva sposato quando era cieco. La donna decide di andarsene via, tornando a lavorare sotto un altro nome. Solo quando Wilbur, ignaro della sua vera identità, le dichiarerà di amarla, Eva gli rivelerà di essere sua moglie.

## Produzione
Il film, con il titolo di lavorazione Wilbur Crawfords wundersames Abenteuer, fu prodotto dalla Decla-Bioscop AG.
Il film è conosciuto anche come Durch Nacht zum Licht o, con diversa ortografia del titolo originale, Seine Frau - die Unbekannte!.

## Distribuzione
In Germania, distribuito dalla Universum Film (UFA), il film fu presentato a Berlino il 19 ottobre 1923. In Danimarca, uscì il 27 dicembre 1923 con il titolo Hvem er hans kone?; in Finlandia, il 17 aprile 1924; in Portogallo, il 10 novembre 1924 come As Aparências Iludem.
Copia della pellicola (positivo 35 mm) si trova conservata negli archivi del Danish Film Institute.